# Ayre
Ayre (Inver Ayre in mannese) è uno dei sei Sheading dell'Isola di Man ed è formato dalle parrocchie di Andreas, Bride e Lezayre.